# コンゴ自由国

コンゴ独立国
État indépendant du Congo (フランス語)
Onafhankelijke Congostaat (オランダ語)

国の標語: Travail et progrès（フランス語）
労働と前進国歌: Vers l'avenir

コンゴ自由国とベルギーの位置

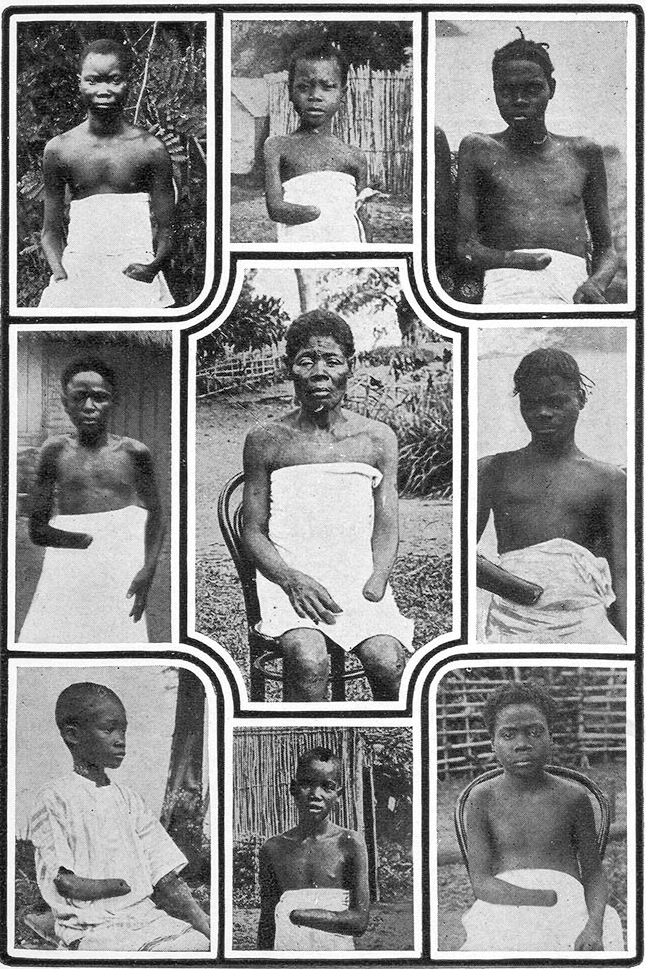
手を切られたコンゴ人

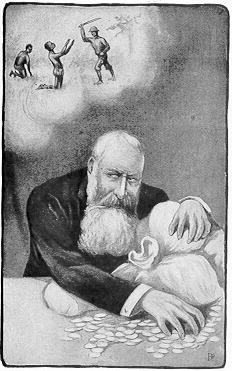
手を切り落とされるコンゴ人を尻目にコンゴで儲けるレオポルド2世を批判した『パンチ』の風刺画

コンゴ自由国（コンゴじゆうこく、État indépendant du Congo、Kongo-Vrijstaat）は、かつてアフリカのザイール川流域に存在した国である。国と称しているが、実態はベルギー国王レオポルド2世の私領地であった。ベルギーの植民地時代を経て、のちにコンゴ共和国（後のコンゴ民主共和国）として独立を果たした。

## 概要
ベルギー国王レオポルド2世はスタンリーにザイール川流域を探検させる。国王の支援による探検だったためその成果は国王に帰属し、国王は1882年に「コンゴ国際協会」に委託支配させ、1885年のベルリン会議では公式に国王の私領地になった。
国王の私領となったコンゴ自由国では耕作地も全てが国王の所有となり、住民は象牙やゴムの採集を強制された。規定の量に到達できないと手足を切断するという残虐な刑罰が容赦なく科され、前代未聞の圧制と搾取が行われていた。コンゴ自由国の自由国とは、「住民が自由な国」という意味ではなく、自由貿易の国という意味を当てこすった英語の俗称（Congo Free State）であり、公用語であるフランス語における正式国号はコンゴ独立国であった。
当時は多かれ少なかれ抑圧的な植民地政策が行われていた欧米列強各国からも、人道主義の立場に基づく非難が殺到した。特にイギリスは領事に実態調査を行わせている。またジャーナリストのエドモンド・モレルが『赤いゴム』という著作で、手足を切り落とす過酷な刑罰の下でのゴム採集の実情を白日のもとにさらけ出した。
国際社会の非難の声はますます高まり、国王の恣意的な暴政にベルギー政府も黙っていられなくなった。1908年10月、ベルギー政府は植民地憲章を制定し、国王はベルギー政府からの補償金と引き換えにコンゴ自由国を手放すことになった。同年11月、コンゴ自由国はベルギー政府の直轄植民地ベルギー領コンゴになった。これにより統治の実情は多少なりとも改善され、初等教育の導入などが行われた。
コンゴ自由国を圧政により支配したレオポルド2世への批判は、21世紀も続いている。2020年6月、アメリカ合衆国で発生した反人種差別デモがベルギーに波及した際には、アントワープ市内にあったレオポルド2世の像が襲撃を受け、放火された上に塗料が掛けられていたため、市によって撤去されている。